# 1737 w literaturze
Wydarzenia literackie w 1737 roku.

## Nowe książki
- Philip Doddridge - Submission to Divine Providence in the Death of Children
- Stephen Duck - The Vision
- Jonathan Edwards - A Faithful Narrative of the Surprising Works of God
- Étienne Fourmont - Meditationes Sinicae
- Richard Glover - Leonidas
- Matthew Green - The Spleen
- William Law - A Demonstration of the Gross and Fundamental Errors of a Late Book
- William Oldys - The British Librarian
- Alexander Pope - Horace His Ode to Venus
  - - The Second Epistle of the Second Book of Horace, Imitated
  - - The First Epistle of the Second Book of Horace, Imitated
  - - The Works of Alexander Pope vols. v-vi
- Elizabeth Rowe - Devout Exercises of the Heart
- William Shenstone - Poems
- Jonathan Swift - A Proposal for Giving Badges to the Beggars in all the Parishes of Dublin